# First Texas Products
First Texas Products est une entreprise américaine spécialisée dans la fabrication de détecteur de métaux de loisirs de la marque Bounty Hunter, et de systèmes de visée. Elle est localisée au Texas. L'entreprise a acquis les marques Teknetics et Fisher de l'entreprise Fisher Labs ainsi que la marque Discovery de Discovery Electronics.